# Miltochrista mindorana
Miltochrista mindorana är en fjärilsart som beskrevs av Semper 1899. Miltochrista mindorana ingår i släktet Miltochrista och familjen björnspinnare. Inga underarter finns listade i Catalogue of Life.